# Kundiawa
Kundiawa – miasto w Papui-Nowej Gwinei; stolica prowincji Simbu. Według danych szacunkowych na rok 2013 liczy 11 553 mieszkańców.